# Daphne (mythologie)

Daphne, achtervolgd door Apollo, verandert in een laurier, door Giambattista Tiepolo (1743-44).

Daphne is een nimf uit de Griekse mythologie, dochter van een riviergod (volgens sommigen Ladon, volgens anderen Peneüs). Haar naam betekent "laurier" in het Grieks (δάφνη). 
De mythe is vooral bekend in de versie van de Latijnse dichter Ovidius, uit de Metamorfosen (deel 1, pagina 452-567). Omdat de god Apollo de liefdesgod Cupido had beledigd, nam deze laatste wraak. Met een gouden pijl trof hij Apollo, die daardoor razend verliefd werd en Daphne begeerde zodra hij haar had gezien. Zij was echter getroffen door Cupido's loden pijl, en was daardoor afkerig geworden van alle mannen. Terwijl Daphne werd achternagezeten door Apollo smeekte ze om redding, en net op het ogenblik dat Apollo haar inhaalde, veranderde haar vader Peneüs haar in een laurier. (Een gedaanteverwisseling, metamorfose.) Sindsdien, verhaalt de mythe, is deze boom aan Apollo gewijd.

## Vernoemingen naar Daphne
- Daphne of Dafne is een meisjesnaam.
- Dafní (Δάφνη) is een voorstad van Athene in Griekenland, waar de gedaanteverandering van het meisje zou hebben plaatsgevonden.
- Dafni (soms Daphne) is een Grieks dorp in een heuvelig, bebost gebied, liggend aan een weg tussen Amalias en Simopoulo in noord-centraal Elia, ten noordoosten van Amalias en ten zuidwesten van de Peneusdam. Vóór de 20e eeuw werd het dorp Damiza genoemd.
- Dafni/Daphne is een dorp in het Griekse departement Pella. Het bevindt zich op een breedte van 40.769722° N en 22.226944° O.